# 伯纳德·列文
伯纳德·列文（Herbert Bernard Levin，1928年8月19日—2004年8月7日）是英国著名的记者、评论员和专栏作家。
《时代周刊》编辑罗伯特·汤姆森说：“列文是《时代周刊》最为出色、最具影响力的专栏作家之一。他的文笔优美，富于创新，这使他在英国和世界各地都拥有热情的支持者。”
香港作家陶傑曾經稱伯纳德·列文為「英國最尖酸刻薄的專欄作家」